# Neville Lyttelton

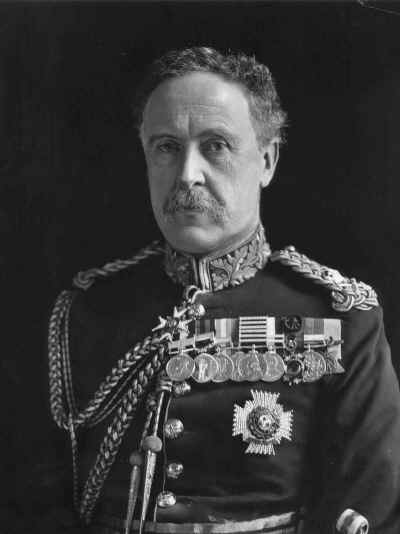
Neville Lyttelton.

Neville Gerald Lyttelton, född den 28 oktober 1845, död den 6 juli 1931, var en brittisk militär, son till George Lyttelton, 4:e baron Lyttelton.
Lyttelton blev officer 1865, deltog 1882 i slaget vid Tell-el-Kebir och 1898 som brigadchef i Kitcheners Sudanfälttåg. Han blev samma år generalmajor och innehade flera viktiga befäl under sydafrikanska kriget 1899–1902. Bland annat organiserade han februari–mars 1901 jakten på De Wet i Kapkolonin och Orange river colony. Efter Kitcheners hemresa 1902 blev Lyttelton, som samma år adlats och utnämnts till generallöjtnant, befälhavare över de brittiska stridskrafterna i Sydafrika. Han var 1904–1907 chef för engelska generalstaben och medlem av krigsrådet samt blev 1908 militärbefälhavare på Irland. Lyttelton nedlade 1912 sitt befäl på Irland och tog samma år med generals grad avsked ur aktiv tjänst. Åren 1912–1931 var han guvernör över invalidhuset i Chelsea.